# Gretl Braun

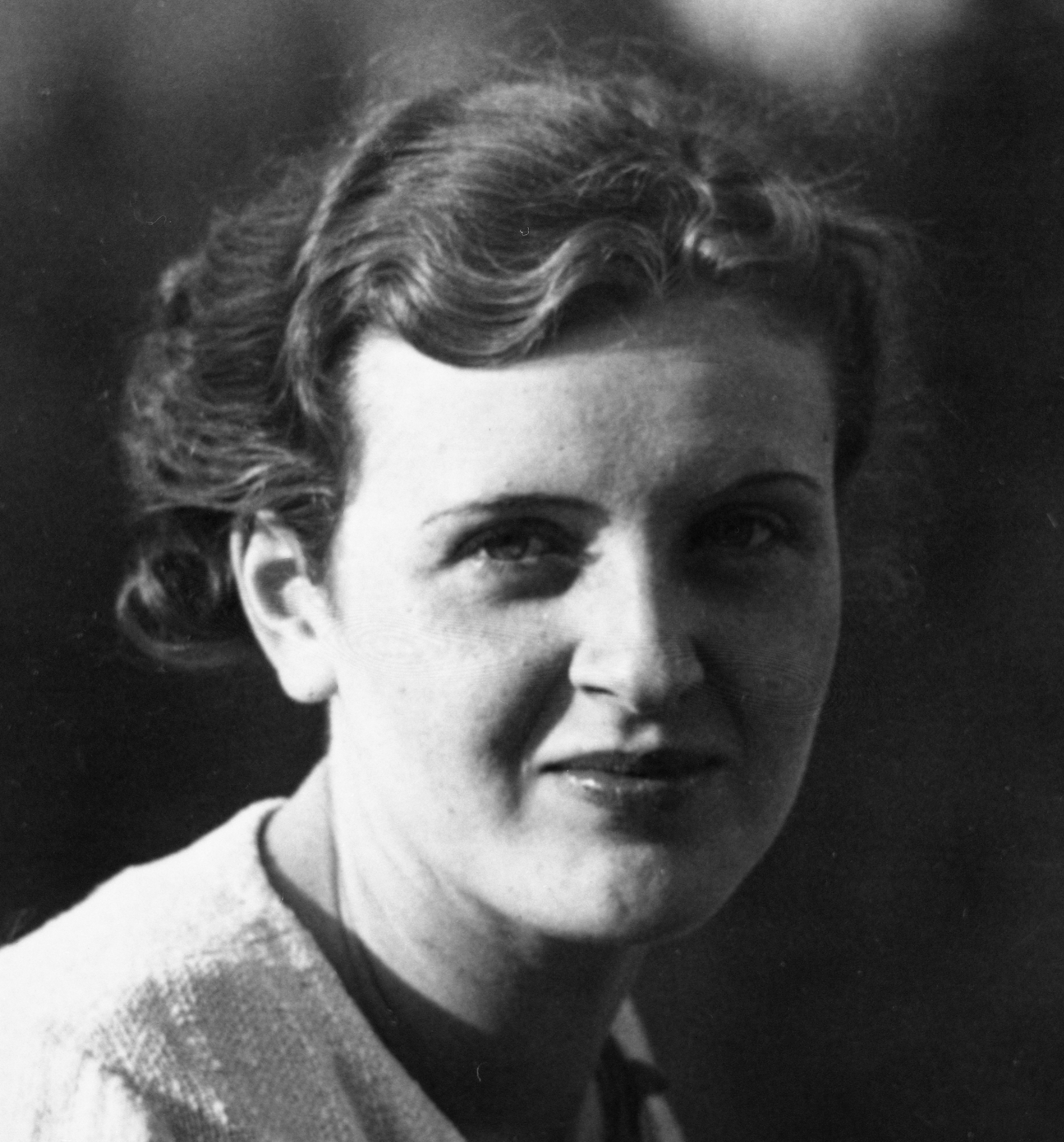
Gretl Braun am Berghof, 1930er-Jahre

Margarete Berta „Gretl“ Braun (* 31. August 1915 in München; † 10. Oktober 1987 in Steingaden) war neben Ilse Braun eine der beiden Schwestern von Eva Braun, der Ehefrau von Adolf Hitler. Sie gehörte dem inneren Kreis von Hitler auf dem Berghof an. Braun heiratete am 3. Juni 1944 SS-Gruppenführer Hermann Fegelein, den Verbindungsoffizier der Waffen-SS zum Führerhauptquartier. Gretl Braun wurde nach der Eheschließung Hitlers und ihrer Schwester Eva dessen Schwägerin, kurz bevor das Paar gemeinsam durch Suizid starb.

## Biografie

### Frühes Leben
Margarete „Gretl“ Braun war die jüngste von drei Töchtern des Lehrers Friedrich „Fritz“ Braun und der Schneiderin Franziska „Fanny“ Kronberger. Nach Abbruch der Sekundarschule in Medingen im Alter von 16 Jahren arbeitete sie als Sekretärin im Fotoatelier von Heinrich Hoffmann, der als Fotograf Hitlers bekannt wurde und auch ihre Schwester Eva beschäftigte. Hitler besorgte der Schwester im August 1935 eine Drei-Zimmer-Wohnung in München und im folgenden Jahr eine Villa in Bogenhausen. Ihr Vater war mit diesem Arrangement nicht einverstanden. Die Schwestern waren begeisterte Fotografinnen und im Jahr 1943 besuchte Gretl die Bayerische Staatslehranstalt für Lichtbildwesen.

### Mit Eva Braun auf dem „Berghof“

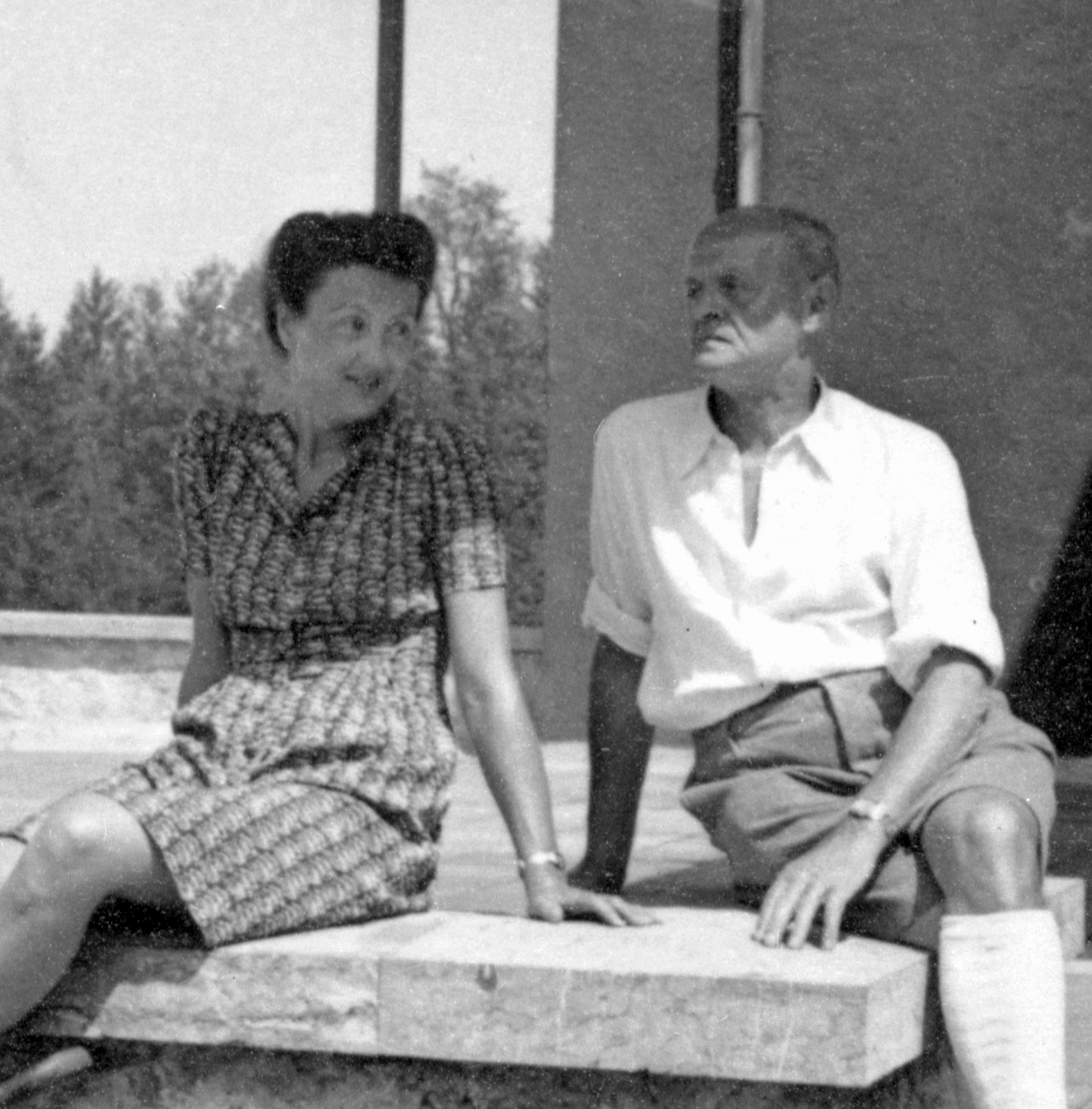
Eltern der Geschwister Braun: Franziska Kronberger und Friederich Braun

Gretl Braun verbrachte viel Zeit mit ihrer Schwester Eva auf Hitlers Berghof in den bayerischen Alpen, wo sie die formale Atmosphäre mit Scherzen, Zigarettenrauchen und Flirten mit den Ordonnanzen belebte. Hitlers Sekretärin Traudl Junge nach erläuterte Hitler Gretl Braun, warum er das Rauchen verabscheute, konnte sie aber nicht dazu bewegen, dieses aufzugeben. Gretl Braun verliebte sich in Hitlers Adjutanten Fritz Darges, der aber 1944 nach einem ungehorsamen Kommentar von Hitler entlassen und an die Ostfront abkommandiert wurde.

### Heirat
Am 3. Juni 1944 heiratete Gretl Braun den SS-Brigadeführer Hermann Fegelein, der als Verbindungsoffizier des Reichsführers SS Heinrich Himmler zum Führerhauptquartier fungierte. Die Hochzeit fand im Schloss Mirabell in Salzburg statt – mit Hitler, Himmler und Bormann als Trauzeugen. Ihre Schwester Eva bereitete die Hochzeit vor. Der Hochzeitsempfang auf dem Berghof und die Feier im Kehlsteinhaus auf dem Obersalzberg dauerten drei Tage. Die Ehe gab Hitler einen plausiblen Grund, Eva zu öffentlichen Auftritten einzuladen. Fegelein war als Playboy bekannt und hatte viele außereheliche Affären.

### Untergang des „Dritten Reiches“
Drei Tage nach Brauns Hochzeit mit Fegelein folgte die Landung der Alliierten in der Normandie. Die Gesellschaft am Berghof löste sich am 14. Juli 1944 auf, als Hitler zu seinem militärischen Hauptquartier ging und nie wieder zurückkehrte. Am 19. Januar 1945 kamen Gretl und Eva Braun in der Reichskanzlei in Berlin an, kehrten aber am 9. Februar nach Berchtesgaden zurück. Eva Braun reiste später allein nach Berlin zurück. Am 23. April schrieb Eva Braun ihren letzten Brief an Gretl mit der Aufforderung, all ihre Geschäftspapiere zu zerstören, aber ihre persönliche Korrespondenz zu behalten und zu vergraben. Keines dieser Dokumente ist nach dem Krieg aufgefunden worden.

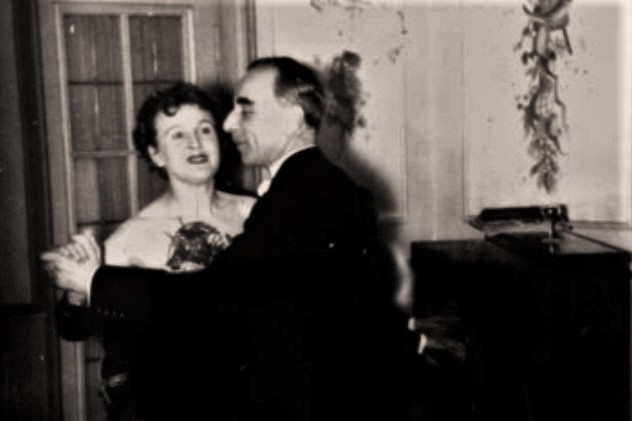
Gretl Braun und ihr zweiter Ehemann Kurt Berlinghoff (nach 1954)

Gretl Fegelein-Braun war schwanger und wohnte weiterhin auf dem Berghof, als ihr Mann am 28. April 1945 wegen Fahnenflucht in einer Wohnung in Berlin verhaftet wurde, nachdem er aus dem Führerbunker geflohen war. Zunächst überlegte Hitler, aus Rücksicht auf Eva Braun, Fegelein zur Verteidigung von Berlin abzukommandieren, befahl jedoch dann, Himmler zu verhaften und Fegelein zu erschießen, nachdem Himmler den westlichen Alliierten die Kapitulation angeboten hatte. Hitler heiratete Eva Braun in den frühen Morgenstunden des 29. April, am Nachmittag des 30. April 1945 starb das Ehepaar durch Suizid. Am 5. Mai 1945 entband Gretl Fegelein-Braun eine Tochter auf dem Obersalzberg, die sie zum Andenken an ihre Schwester Eva nannte.

### Späteres Leben
Gretl Braun heiratete am 6. Februar 1954 in München Kurt Berlinghoff. Ihre Tochter Eva Barbara Fegelein starb am 8. April 1971 durch Suizid, nachdem ihr Freund bei einem Autounfall gestorben war. Gretl Braun starb am 10. Oktober 1987 in Steingaden, Bayern, im Alter von 72 Jahren.